# Kuri Kento
Kento Kuri (sinh ngày 27 tháng 10 năm 1990) là một cầu thủ bóng đá người Nhật Bản.

## Sự nghiệp câu lạc bộ
Kento Kuri đã từng chơi cho FC Machida Zelvia.